# Мошка у зіниці Господа
«Мошка у зіниці Господа» (англ. The Mote in God's Eye) — науково-фантастичний роман Ларрі Нівена і Джеррі Пурнелла, вперше опублікований в 1974 році. Твір належить до вигаданого всесвіту «Співволодіння» (CoDominium), заснованого Пурнеллом.

## Сюжет
Дія розгортається в 3017 році, під час становлення Другої імперії, що об'єднує численні планети. Після громадянської війни, що зруйнувала Першу імперію, космічний флот придушує залишки повстанців. Після перемоги на планеті Нью-Чикаго капітан корабля «Мак-Артур» Бруно Кзиллер лишається на планеті як губернатор. Його пост займає командир Родерік Блейн, що має завдання доставити найманця Горація до столиці імперії, планети Спарта.
Шлях пролягає через систему Нова Каледонія, де знаходиться точка міжзоряного стрибка. Там розташована зоря під назвою Око Господа, біля якої є менша — Мошка в оці Господа. «Мак-Артур» фіксує присутність невідомого корабля з зірки Мошка, що атакує його. Після бою на борту чужинського судна виявляють мертву істоту асиметричної форми. З'ясовується, що корабель примітивніший за людські зразки, зокрема не володіє захисним силовим полем. Його лазерна протиметеоритна система сприйняла «Мак-Артур» за метеорит. Після доповіді про інцидент «Мак-Артур» вирушає до Мошки на дослідження разом з кораблем «Ленін». Адмірал Кутузов, що командує «Леніним», має наказ не допустити аби людські технології потрапили в руки «мошок».
Експедиція знаходить корабель і приймає на борт «інженера» чужинців. Той демонструє знання технологій та модифікує пістолет Родеріка, але нездатний виконувати роль переговорника. Істота не йде на контакт, а лише досліджує людські пристрої. Також з нею прибувають «годинникарі» — менші, проте схожі на великого мошкита, створіння, призначені для окремих робіт. Істота вдосконалює технології в наданій їй каюті та породжує нових «мошкитів», які розбігаються кораблем. Незабаром підлітає інше судно з «посередниками», котрі швидко вивчають англійську мову і запрошують відвідати їхню планету, котру люди називають Мошка Прайм.
Іншопланетні істоти виявляються поділеними на різні спеціалізовані підвиди, відповідно до своїх занять. Як розповідають «посередники», «мошкити» є розвиненою мирною цивілізацією, хоча й не опанували міжзоряними польотами крізь точки стрибків, тому користуються сонячними вітрилами. Натомість цивілізація ефективно освоїла видобуток ресурсів з рідної планети та астероїдів. Культура цих істот виглядає різноманітною, але ліберальною в силу багатоманітності виду «мошкитів».
Невдовзі на борту «Мак-Артура» виявляється «годинникар» «мошкитів», який стрімко розмножується. Іншопланетяни швидко перебудовують людські технології під свої потреби, тож екіпаж змушений евакуюватися. Він терміново відкликає делегацію з поверхні Мошки. Люди збираються на «Леніні», який розстрілює «Мак-Артур», щоб його технології не дісталися «мошкитам». Члени екіпажу Стенлі, Вайтборд і Поттер, рятуючись з захопленого судна в капсулах, падають на Мошку Прайм.
На планеті потерпілі знаходять музей, в якому дізнаються, що «мошкити» зовсім не мирні. Їхній вид був вищим хижаком на планеті, вони практикували канібалізм, а їхні солдати від природи набагато перевершують навіть елітних людських бійців. До них приєднується представник місцевої опозиції чинній владі касти «володарів». Завдяки йому стає зрозуміло, що ці істоти тисячі разів проходили цикли становлення цивілізації та її деградації до варварства під час всепланетних війн. Група «мошкитів» вірить, що аби вирватися з таких циклів, слід об'єднатися з людьми. Проте чинна влада прагне вирватися за межі рідної зоряної системи та почати завоювання людських планет. Обидві протиборчі сторони намагаються захопити тріо людей. Гардемарини Стенлі, Вайтборд і Поттер опиняються в оточенні та гинуть, відмовившись здатися.
«Ленін» відлітає, взявши на борт трьох послів «мошкитів» (серед них Чарлі, що була свідком загибелі 3 молодих гардемаринів та знали обставини події), які належать до касти, нездатної розмножуватися шляхом зміни статі. Скликана комісія постановляє спрямувати флот на знищення «мошкитів». Їхній посол пропонує альтернативу — заблокувати флотом доступ до точки стрибка, хоча це й означатиме продовження циклів і можливість ворожого контакту у майбутньому з невизначеним підсумком протистояння.
Минає три роки, люди досліджують «мошкитів», які безуспішно намагаються вирватися зі своєї системи. Звучать побоювання, що тепер «мошкити» спробують досягти планет імперії іншими способами, але так чи інакше, вважається, що у людей є сотні років до цього.

## Номінації
Роман було номіновано на низку основних премій з фантастики у 1975 році, хоча жодної він у підсумку не виборов:
- Неб'юла (Найкращий роман)
- Г'юго (Найкращий роман)
- Локус (Найкращий науково-фантастичний роман)[1]

## Відгуки
Роберт Гайнлайн був редактором рукопису книги і це був чи не єдиний випадок, коли практично усі рекомендації метра було враховано. Тож 1-й «Гросмейстр фантастики» у передмові першого видання роману розмістив, нехарактерний для нього, рідкісний схвальний відгук, назвавши книгу «найкращою будь-коли написаною оповіддю про контакт з іншопланетянами» та  «можливо найкращим науково-фантастичним романом, що йому довелося прочитати»

## Продовження
- «Стискаюча рука» (англ. The Gripping Hand, 1993) — роман-продовження, події якого розгортаються за багато років після початку блокади Мошки. Вибух сусідньої зорі породжує кілька точок стрибка, що відкриває «мошкитам» шлях до завоювання імперії, або ж до альянсу з нею.